# Mara Hobel
Mara Hobel (* 18. Juni 1971 in New York City) ist eine US-amerikanische Schauspielerin.

## Leben
Hobel hat mit ihrem Ehemann Mark Furrer eine gemeinsame Tochter, Autumn Hope Hobel-Furrer, geboren am 6. Oktober 2000.

## Wirken
Ihr Debüt als Schauspielerin hatte sie 1979 in einer Folge der Fernsehserie 3 by Cheever  in der Rolle der Amy Lawton. Bekannt ist sie u. a. durch Oliver Stones Horrorfilm Die Hand von 1981 in der Rolle der Lizzie Lansdale und durch Frank Perrys Film Meine liebe Rabenmutter in der sie an der Seite von Faye Dunaway die junge Christina Crawford spielt. Für die Rolle in Meine liebe Rabenmutter wurde sie 1982 gleich in zwei Kategorien für die Goldene Himbeere nominiert, als schlechteste Newcomerin und als schlechteste Nebendarstellerin. Darüber hinaus war sie in einigen Fernsehserien zu sehen. So spielte sie die Rolle der Charlotte Tilden in fünf Folgen der Serie Roseanne.
Vom 4. Februar 1997 bis zum 25. September 2002 betrieb sie in New York City Mara Hobel'S Rising Star Production Co., Inc.

## Filmografie
- 1979: 3 by Cheever (Fernsehserie, 1 Folge)
- 1980–1992: Junge Schicksale (ABC Afterschool Specials, Fernsehserie, 5 Folgen)
- 1981: Die Hand (The Hand)
- 1981: Meine liebe Rabenmutter (Mommie Dearest)
- 1983: CBS Children’s Mystery Theatre (Fernsehserie, 1 Folge)
- 1984: The Get Along Gang (Fernsehserie, 1 Folge)
- 1986: Höllengefängnis (Doing Life, Fernsehfilm)
- 1988: Young People’s Specials (Fernsehserie, 1 Folge)
- 1992: Law & Order (Fernsehserie, 1 Folge)
- 1992–1993: Roseanne (Fernsehserie, 5 Folgen)
- 1994: Willkommen im Leben (My So-Called Life, Fernsehserie, 1 Folge)
- 1997: Broadway Damage
- 1999: Claire Makes It Big (Kurzfilm)
- 2002: Personal Velocity: Three Portraits
- 2002: Third Watch – Einsatz am Limit (Third Watch, Fernsehserie, 1 Folge)
- 2004: The Jury (Fernsehserie, 1 Folge)
- 2004: Kinsey – Die Wahrheit über Sex (Kinsey)
- 2004: Criminal Intent – Verbrechen im Visier (Law & Order: Criminal Intent, Fernsehserie, 1 Folge)
- 2008: The Happening
- 2015: True Story – Spiel um Macht (True Story)